# Subaru Sumeragi
Subaru Sumeragi (皇 昴流?, Sumeragi Subaru) è un personaggio ideato dalle CLAMP per la serie di manga e anime Tokyo Babylon, presente in seguito in X. Un altro Subaru appare anche come crossover nella serie Tsubasa RESERVoir CHRoNiCLE. Uno dei più potenti onmyoji del Giappone, in X diventa uno dei Draghi del Cielo, coloro che sono destinati a salvare l'umanità dalla distruzione voluta dai Draghi della Terra.
Nel set di tarocchi di X, Subaru rappresenta L'Appeso.

## Carattere
Tranquillo e amichevole, suo malgrado coinvolto dalla sorella gemella Hokuto e da Seishiro Sakurazukamori nei loro continui scherzi su un possibile matrimonio fra lui e Seishiro, che più volte si dichiara innamorato; nel corso del manga lo vediamo spesso soffrire per gli altri. Quando Seishiro viene ferito per proteggerlo, Subaru si rende conto che l'amicizia che nutriva per lui è diventata più profonda, riscoprendosene innamorato.
Il tradimento di Seishiro e il trauma da lui causatogli lo portano a chiudersi al mondo, rendendo il suo carattere freddo e, apparentemente, mosso solo dalla vendetta. In realtà, nei pensieri di Subaru c'è solo Seishiro, di cui è ancora innamorato, nonostante ciò che questi gli ha fatto; cerca quindi in ogni modo di assomigliargli, anche cominciando a fumare.
In X, pur non instaurando un legame particolarmente profondo con qualcuno, lo si vede aprirsi e confidarsi con Kamui Shiro, forse anche a causa dei loro destini similari.

## Storia

### Tokyo Babylon
Tredicesimo capofamiglia della più importante stirpe di onmyoji del Giappone, secondo Hokuto, in Tokyo Babylon Subaru è il più potente tra tutti i suoi antenati. Grazie alle sue arti sciamaniche, Subaru lavora come esorcista e, in generale, con casi che hanno a che fare con eventi paranormali. È amico di Seishiro, un veterinario dai modi affabili che più volte, con suo imbarazzo, si dichiara innamorato di lui; Seishiro si scopre dotato di poteri simili ai suoi, cosa che porta Subaru a credere che egli possa essere un discendente dei Sakurazukamori, stirpe di onmyoji opposta a quella dei Sumeragi, che solitamente vengono chiamati per compiere delitti politici.
Durante la storia, Subaru cerca di ricordare l'identità del ragazzo da lui incontrato quando era un bambino, sotto un albero di ciliegio: quel ragazzo gli aveva raccontato che il colore rosa dei fiori di ciliegio era dovuto al fatto che sotto l'albero vi erano seppelliti dei cadaveri, che con il loro sangue donavano ai petali tale colore; subito dopo, quel ragazzo aveva stretto un patto con lui, che Subaru, però, non ricorda: ogni volta che riesce a comprendere, però, a causa di un incantesimo postogli da Seishiro dimentica ciò che ha scoperto.
A causa di un'aggressione che vede coinvolto Seishiro, che in tale occasione perde la vista ad un occhio, Subaru ha modo di riflettere su ciò che prova per lui, capendo di essersene innamorato. È proprio in quel momento, però, che Seishiro gli rivela di essere il discendente dei Sakurazukamori e di essere lui il ragazzo incontrato da Subaru anni prima, sotto un ciliegio. Fa quindi in modo che Subaru ricordi il patto: se si fossero reincontrati, Seishiro, che non ha mai provato nulla per nessuno, avrebbe cercato di instaurare un qualsiasi legame con Subaru. Se Subaru si fosse dimostrato capace di suscitargli qualche emozione, lo avrebbe lasciato in vita; in caso contrario, lo avrebbe ucciso. Subaru, difatti, aveva assistito all'omicidio di una bambina da parte dello stesso Seishiro, che però, invece di ucciderlo, strinse con lui tale patto, marchiandogli i dorsi delle mani con dei pentacoli rovesciati, in modo da poterlo riconoscere in futuro e designandolo come sua preda: per tale motivo la nonna di Subaru, precedente capofamiglia dei Sumeragi, aveva imposto al nipote di indossare sempre dei guanti e di non toglierli mai in presenza di qualcuno.
Seishiro confessa di non provare nulla per Subaru e di aver quindi vinto la scommessa: cerca quindi di ucciderlo, ma viene fermato dallo shikigami inviato dalla nonna del ragazzo, che per salvarlo dal Sakurazukamori perde l'uso delle gambe e della vista. In seguito al trauma, Subaru entra in uno stato catatonico da cui nessuno riesce a risvegliarlo; Hokuto decide quindi di intervenire e, indossati gli abiti di Subaru, si presenta da Seishiro, spronandolo ad ucciderla, cosa che Seishiro non esita a fare. Subaru assiste alla scena in sogno e, risvegliatosi dalla catatonia, decide di diventare più potente per poter vendicare la morte della sorella.

### X

#### Manga
Nel manga X Subaru riappare, otto anni dopo, nella Tokyo prossima all'Apocalisse: è suo destino, infatti, essere un Drago del Cielo, così come è destino di Seishiro essere un Drago della Terra. I due, quindi, sono nuovamente avversari. Subaru ha modo di scontrarsi con Seishiro, che però riesce a sconfiggerlo, per poi andarsene. Viene dunque contattato da Sorata Arisugawa e Arashi Kishu, che gli rivelano di essere anche loro Draghi del Cielo.
Successivamente, grazie ai suoi poteri, riesce ad entrare nella psiche di Kamui Shiro, rinchiusosi in uno stato catatonico in seguito alla scoperta della verità sul suo amico Fuuma Mono, sua stella gemella, e alla morte dell'amica Kotori. Subaru si sente molto vicino a Kamui, riconoscendosi in lui, e lo sprona a tornare a vivere: ha perso Kotori, ma gli è rimasto ancora Fuuma. Grazie a lui, Kamui riesce a tornare in sé. In seguito, Subaru e Kamui si confideranno spesso l'un l'altro, cercando di sostenersi a vicenda.
È proprio cercando di salvare Kamui che Subaru perde la vista ad un occhio: Subaru, infatti, si scontra con Fuuma e, per un attimo, vede in lui Seishiro; desideroso di diventare sempre più simile al Sakurazukamori, Fuuma esaudisce il suo desiderio di perdere un occhio, come accaduto all'altro.
In seguito, viene spinto da Hinoto (che non sa essere mossa dal suo lato oscuro) ad andare sul Rainbow Bridge, dove incontra Seishiro. Giunge quindi il momento della resa dei conti. Subaru, allora, confessa di non curarsi minimamente del destino dell'umanità e rivela il suo vero desiderio: voleva diventare più forte per poter apparire agli occhi di Seishiro almeno come una persona degna di essere uccisa. Secondo Subaru, infatti, Seishiro avrebbe potuto ucciderlo in ogni momento, in quegli otto anni, ma non l'ha fatto: questo non poteva che significare che Seishiro non lo considerava degno neppure di essere ucciso. Lo scontro tra i due si risolve con la morte di Seishiro, ucciso da Subaru: quest'ultimo, però, non aveva alcuna intenzione di ucciderlo e non riesce a spiegarsi cosa sia accaduto. Seishiro, allora, gli rivela che Hokuto, facendosi uccidere da lui, gli aveva posto una maledizione: se avesse cercato di uccidere Subaru, sarebbe morto per mano del ragazzo. Seishiro, pur sapendo ciò, ha deciso di cercare di uccidere Subaru, forse proprio per farsi uccidere da lui; prima di morire, gli sussurra: "Io ti...", ma essendo il terzo baloon bianco, non è dato di sapere cosa abbia detto a Subaru.
Dopo la morte di Seishiro, Subaru diventa incapace di innalzare la propria barriera e perde ogni motivo per continuare ad essere un Drago del Cielo: parlando di lui, Hinoto afferma che Subaru è ormai morto, anche se non fisicamente. Fugge e viene raggiunto da Fuuma, che gli consegna l'occhio integro di Seishiro, l'unica parte rimasta del corpo del Sakurazukamori in seguito al crollo del Rainbow Bridge, avvenuto in quanto Subaru aveva fatto cadere la barriera. Subaru si vede quindi porgere l'occhio, ma Fuuma lo avvisa: se se lo impianterà, erediterà la forza di Seishiro, diverrà un Sakurazukamori e quindi un Drago della Terra. Gli rivela, inoltre, che il desiderio di Seishiro era quello di cancellare la ferita all'occhio di Subaru, in quanto procuratagli da un altro uomo. Subaru accetta.
Impiantatosi l'occhio di Seishiro, Subaru resta però in disparte e rimane neutrale ad ogni conflitto; lo si vede più volte parlare con Fuuma, che segue al momento della battaglia finale, rivelando a Kamui di non essere più un Drago del Cielo e spronandolo a rendersi conto del suo vero desiderio.

#### Anime
L'anime si differenzia con il manga in quanto, sebbene prosegua fino ad un'ipotetica fine, è stata omessa la consegna dell'occhio di Seishiro a Subaru e, di conseguenza, quest'ultimo non diventa un Drago della Terra.
Nella battaglia finale, Subaru accorre in aiuto di Kamui, rimanendo ferito per difenderlo da Fuuma. Alla fine, però, lo si vede passeggiare malinconicamente sotto dei ciliegi in fiore.
Nell'anime è doppiato da Tomokazu Sugita nella versione originale e, nella versione italiana, da Flavio Arras nella prima parte e da Diego Sabre nella seconda.

#### Film
Il film X inizia con l'epilogo della vendetta di Subaru contro Seishiro, il suo nemico di sempre, e i due finiscono per uccidersi a vicenda.
Non viene mostrato alcun suo interesse per gli altri componenti della sua fazione. Nel film, Subaru sembra mosso soltanto dalla vendetta per la morte di sua sorella e non si evidenzia nessun legame profondo fra lui e Seishiro.
Nel film è doppiato da Issei Miyazaki nella versione originale e da Flavio Arras nella versione italiana.

## Crossover
In Tsubasa RESERVoir CHRoNiCLE, un altro Subaru appare con le fattezze del Subaru di Tokyo Babylon: fa la sua apparizione nell'arco di Acid Tokyo, dove è un vampiro e fratello gemello di Kamui; era già stato precedentemente nominato da un altro Seishiro nel mondo di Outo. Il Subaru vampiro, infatti, fugge per le varie dimensioni per scappare dal Seishiro cacciatore sebbene, anche in questo caso, sembra volergli bene. Non è dato di sapere per quale motivo Seishiro cerchi Subaru.